# IBA Group
IBA Group — это альянс компаний, специализирующихся в области информационных технологий, разработчиков, производителей и поставщиков решений и услуг в ИТ-сфере в странах Центральной и Восточной Европы.
Под брендом IBA Group работает более 20 компаний, расположенных в Чехии, Германии, США, Казахстане, Великобритании, Украине, Словакии, ЮАР и на Кипре. В 2005 году после вступления Чехии в Европейский союз  местом размещения головного офиса IBA Group стала Прага.
Деятельность IBA Group включает реализацию проектов в области системной интеграции, разработку программного обеспечения (ПО), ИТ-консалтинг и обучение, производство и послегарантийное обслуживание средств вычислительной техники (СВТ).
IBA Group выполнила более 2000 проектов для заказчиков, сфера деятельности которых относится к самым различным секторам экономики, включая информационные технологии, транспорт, телекоммуникации, энергетику.

## История
- 1993 г. — Создание компании IBA
- 1994 г. — Открытие Вычислительного центра IBA (г.Минск, Беларусь)[5]
- 1997 г. — Создание IBA IS
- 1998 г. — Открытие офиса IBA USA (Mountain View, США)
- 1999 г. — Открытие центра разработки IBA CZ (г.Прага, Чехия); офиса IBA Development (г.Лимассол, Кипр); Технического Центра IBA (г.Минск, Беларусь)
- 2000 г. — Открытие офиса IBA IT GmbH (г.Дюссельдорф, Германия); открытие студии Web-дизайна PixelHead (г.Минск, Беларусь)
- 2001 г. — Открытие центра разработки IBA Gomel (г.Гомель, Беларусь)
- 2002 г. — Открытие Учебного центра IBA (г.Минск, Беларусь); вступление IBA в Ассоциацию Разработчиков Программного Обеспечения РУССОФТ[6]
- 2003 г. — Открытие отделения IBA в г.Новополоцк, Беларусь[7]
- 2004 г. — Открытие отделения IBA в г.Могилев, Беларусь
- 2005 г. — Открытие головного офиса IBA Group (г.Прага, Чехия), открытие отделения IBA CZ (г.Брно, Чехия)[8]; вступление IBA Group в Научно-технологическую ассоциацию «Инфопарк»[9]
- 2006 г. — Открытие офиса IBA Rus (г.Москва, Россия); создание компании «IT парк» (ныне IBA IT Park)(г.Минск, Беларусь)[10]
- 2007 г. — IBA IT Park - резидент ПВТ[11]
- 2008 — Открытие нового офиса IBA CZ (г.Брно, Чехия)[12]; создание IBA Gomel Park (г.Гомель, Беларусь)
- 2009 г. — IBA Gomel Park - резидент ПВТ[11]
- 2010 г. — Сертификат соответствия ОАЦ на собственный программный продукт «Канцлер». Офис IBA Group начал свою работу в Астане, Казахстан[13]
- 2011 г. — Центр разработок IBA Group - ТОО «IBA Казахстан» - открыт в столице Казахстана г. Астане [14] Гомельский центр разработок IBA Group отметил свой десятилетний юбилей [15]. Открытие офиса IBA UK в г. Лондоне, Великобритания [16]
- 2012 г. — Открытие нового предприятия IBA Ukraine в г. Киеве, Украина [17]. Торжественная церемония закладки капсулы с памятной грамотой в фундамент строящегося на территории ПВТ производственно-жилого кластера IBA Group [18]
- 2013 г. — Компании IBA Minsk вручен сертификат соответствия Системы менеджмента информационной безопасности требованиям стандарта СТБ ISO/IEC 27001-2011 [19]. В марте 2013 года IBA Minsk награжден Почетной грамотой Совета Министров Республики Беларусь за большие достижения в развитии и внедрении информационных технологий РБ [20] Предприятие IBA IT Park, один из белорусских центров разработок IBA Group, - в списке крупнейших компаний-резидентов ПВТ по итогам первого полугодия 2013 года [21]
- 2014 г. — IBA Group вывела на рынок новый программный продукт «Start Point» на базе платформ PTC Creo и PTC Windchill для создания автоматизированной системы разработки изделия.[22] IBA Minsk – официальный дистрибутор компании SafeNet на территории Республики Беларусь. IBA IT Park, один из центров разработок IBA Group, удостоен Национальной премии «Золотой байт-2014» в номинации «Крупнейший поставщик решений для белорусского рынка» [23].
- 2015 г. — IBA Group включена в категорию «Лидеры» рейтинга «The 2015 Global Outsourcing 100».[24] Предприятие IBA IT Park, один из белорусских центров разработок IBA Group, - в списке крупнейших компаний-резидентов ПВТ по итогам 2014 года [25] Система автоматизации оплаты в общественном транспорте Минска, созданная IBA Group, признана лучшим отраслевым решением года на конкурсе «European IT & Software Excellence Awards» [26] IBA Group открыла новый офис в г. Братислава (Словакия)[27] IBA CZ открыла новый центр разработок в Остраве, третьем по величине городе Чешской Республики [28] Компания IBA Gomel Park открыла новое производственное здание. Система оплаты и контроля проезда в общественном транспорте, разработанная IBA Group, прошла в финал конкурса Европейской ассоциации аутсорсинга. IBA Group одержала победу в номинации «Выбор профессионального сообщества» и получила второе место в номинации «Республика» в рамках «Премии HR-бренд Беларусь 2015».

## Менеджмент качества
Со дня основания IBA Group постоянно работает над созданием, внедрением и совершенствованием систем менеджмента с целью обеспечения стабильного качества выполняемых работ и оказываемых услуг, снижения проектных рисков и обеспечения информационной безопасности.
Свидетельством достигнутых в этом направлении результатов являются:
- Подтверждение соответствия процессов проектирования, разработки и сопровождения программного обеспечения уровню зрелости 4 модели SEI CMMI®
- Сертифицированные в Национальных системах подтверждения соответствия, в системе Немецкого общества по аккредитации DAkkS:

- системы менеджмента качества проектирования, разработки и сопровождения ПО и АИС, соответствующие требованиям стандартов ISO 9001,  DIN EN ISO 9001,  CSN EN ISO 9001, EN ISO 9001;
- интегрированная система менеджмента качества, профессиональной безопасности и охраны труда при проектировании, разработке, производстве, техническом обслуживании СВТ и банковских систем, соответствующая требованиям стандартов ISO 9001,  DIN EN ISO 9001;
- системы менеджмента информационной безопасности, соответствующие требованиям стандартов ISO/IEC 27001 и CSN ISO/IEC 27001;
- система управления ИТ-сервисами, соответствующая требованиям стандарта CSN ISO/IEC 20000-1.

## Награды
Среди наград компаний IBA Group – Премии Правительства Республики Беларусь, высокие рейтинги от международных ИТ-ассоциаций, награды от партнеров, а также дипломы и другие награды, полученные на различных выставках, форумах, конкурсах.
- Лауреат Премии Содружества Независимых Государств (СНГ) [29]
- Почетная грамота Совета Министров Республики Беларусь в честь 20-летия со дня основания [30]
- Премия Правительства Республики Беларусь за достижения в области качества[31]

IBA Group в рейтингах международных ИТ-ассоциаций
Награды партнеров – IBM:
- Лучший бизнес-партнер IBM по внедрению решений IBM System z в странах СНГ [32]
- Лучший партнер в Республике Беларусь
- Лучший поставщик решений IBM в Республике Беларусь[33]
- Лучший партнёр по продвижению технологий IBM в России и СНГ
- Приз «За самый впечатляющий проект 2006 года» на платформе System z [34]
- Лучший поставщик решений IBM в Республике Беларусь[35]
- Сертификат «IBM Advanced Partner - Systems and Services 2002/2003»
- Статус «IBM Premier Business Partner for Systems and Services»
- Диплом «За значительный вклад в развитие бизнеса IBM»
- Статус «IBM Premier Business Partner for Software»
- Диплом «За значительный вклад в развитие бизнеса IBM» на территории СНГ
- Лучший бизнес-партнер IBM в Республике Беларусь

Награды партнеров – SAP:
- IBA Group – лучший бизнес-партнер SAP[36]
- Лучший бизнес-партнер SAP[37]
- Победитель в категории «Самые значимые проекты года в странах СНГ»

## Партнерские отношения
IBA Group имеет партнерские статусы ведущих мировых ИТ-корпораций, таких как IBM, Hewlett Packard Enterprise (HPE), SAP, Microsoft, Oracle, Novell, 1C, Check Point, Philips, Wincor Nixdorf, CISCO, PTC, Splunk Inc и др.

## Сотрудничество с университетами
На сегодняшний день IBA открыла совместные учебные лаборатории в Белорусском Государственном университете (БГУ), Белорусском государственном университете информатики и радиоэлектроники (БГУИР) и Гомельском государственном университете им. Ф.Скорины.
IBA проводит для студентов семинары и учебные курсы, организует стажировки в компании, выступает спонсором олимпиад и международных соревнований по программированию. В рамках Международной студенческой олимпиады по программированию (ICPC) IBA поддерживает команды студентов БГУ, завоевавшей в 2004 году золотую медаль, а в 2008 г. — бронзовую.
С 2006 года IBA Group поддерживает чемпионаты БГУИР по программированию и, благодаря поддержке со стороны IBA, студенческие команды имеют возможность участвовать в самых престижных соревнованиях международного уровня, набираясь опыта и неуклонно повышая своё мастерство. Это самым благоприятным образом сказывается на престиже университета и положительно влияет на имидж Беларуси в целом.
В начале 2011 года состоялось торжественное открытие «Центра ИТ-компетенций БГУ-IBA». Цель создания «Центра ИТ-компетенций БГУ-IBA» — повышение уровня подготовки студентов и преподавателей БГУ по современным ИТ-дисциплинам.
В апреле 2011 года в 4-м учебном корпусе Белорусского государственного университета информатики и радиоэлектроники (БГУИР) состоялось торжественное открытие первого в Беларуси Академического центра компетенций технологий IBM, образованного на базе совместной научной учебно-производственной лаборатории, открытой в БГУИР на факультете компьютерных систем и сетей компаниями IBA Group. Центр станет площадкой по углубленному изучению технологий компании IBM, которые будут параллельно внедряться в учебные, а также научно-исследовательские проекты вуза.
В ноябре 2011 года состоялось торжественное открытие учебного класса IBA на факультете информационных технологий и управления БГУИР. Ещё один учебный класс IBA был открыт компаниями IBA Group — IBA Minsk и IBA IT Park (до 2013 г. «ИТ парк») — по договору предоставления безвозмездной (спонсорской) помощи университету. На базе созданного учебного класса планируется расширение деятельности Академического центра компетенций технологий IBM, открытие которого состоялось в апреле 2011 года на факультете компьютерных систем и сетей БГУИР.
Академический центр компетенций технологий IBM, действующий на базе совместной лаборатории IBA-БГУИР, удостоился престижной награды IBM Faculty Awards.

## Institute IBA
Institute IBA (ранее Учебный центр IBA) — это юридически самостоятельная структура IBA Group, которая предлагает образовательные услуги в сфере информационных технологий, бизнес-обучение, обучение иностранным языкам, тестирование знаний.
Institute IBA является официальным партнером по обучению ведущих компаний-производителей аппаратного и программного обеспечения: IBM, Novell, CISCO, Microsoft, SAP, 1С, а также имеет следующие статусы:
- Авторизованный центр тестирования компаний IBM, Prometric, Pearson VUE
- SAP Preferred Training Partner[44]
- Microsoft Gold Certified Partner (Silver Learning)
- Symantec Authorized Education Partner
- Oracle Approved Education Provider
- Novell Gold Training Partner
- Apple Authorized Training Center (AATC)[45]
- Региональная сетевая академия CISCO (CISCO Network Academy)[46]

В мае 2012 года Institute IBA торжественно отметил свой первый серьезный юбилей — 10 лет. За это время Institute IBA приобрел репутацию надежного, компетентного и профессионального тренингового центра и стал крупнейшим поставщиком авторизованного ИТ-обучения в Республике Беларусь, предлагающим широкий спектр услуг в области дополнительного образования.
В октябре 2012 года Institute IBA стал первым белорусским партнером проекта Cisco Expo Learning Club (CELC) — самого крупномасштабного института повышения квалификации сетевых специалистов, действующего на территории СНГ.
По итогам 2012 и 2013 гг. Institute IBA признан «Лучшим учебным центром SAP в странах СНГ».